# Texas Oriental

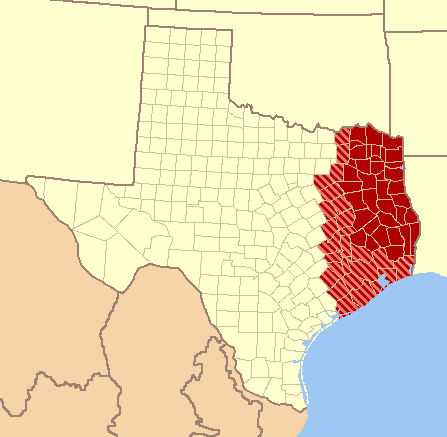
Localização do Texas Oriental.

Texas Oriental (em inglês:  East Texas) é uma região cultural e geograficamente distinta do resto do estado do Texas, no centro-sul dos Estados Unidos.
Há diversas maneiras de definir o Texas Oriental, incluindo em termos ecológicos. Uma definição cultural também é possível: o Texas Oriental é descrito como a mais sulista das regiões do Texas, embora esta definição seja considerada ofensiva por parte dos texanos que se consideram como sulistas.
Segundo o Handbook of Texas, a área do Texas Oriental "pode ser separada do resto do Texas por uma linha aproximada que se estende do rio Vermelho do Sul no centro-norte do condado de Lamar na direção sudoeste para o centro-oriental do condado de Limestone e daí para sudeste para a baía de Galveston", embora haja quem separe ainda a área da costa do golfo do México numa região separada.
Esta área inclui total ou parcialmente 49 condados, tem cerca de 100 000 km² e cerca de 6 milhões de habitantes. Uma outra definição, bastante popular, de Texas Oriental é a que o limita pela Interstate 45 a ocidente (entre Dallas e Houston), a fronteira com a Louisiana como limite oriental, a fronteira com o Oklahoma a norte, e a baía de Galveston a sul.
Grande parte da região está integrada na ecorregião de Piney Woods. A cidade de Houston é raramente incluída no Texas Oriental e mais associada ao Texas Coastal Bend conjuntamente com as localidades junto ao golfo do México.